# Augustin Gretillat
Pour les articles homonymes, voir Gretillat.
Augustin Gretillat, né le 16 mars 1837 à Fontainemelon et mort le 14 janvier 1894 à Neuchâtel est un pasteur, théologien protestant et professeur de théologie suisse. Il est l'auteur d'une « Théologie systématique », dont quatre volumes sont parus de 1885 à 1892, et il a laissé inachevée un traité de morale chrétienne qui devait comporter trois volumes. Il succède ainsi à Jean Calvin et à Bénédict Pictet dans la liste très courte des auteurs de traités complets de dogmatique en langue française. 

## Biographie
Augustin Gretillat naît le 16 mars 1837, à Fontainemelon (Val-de-Ruz), d'une famille paysanne imprégnée d'une vive piété issue du Réveil. À sept ans, ses parents le font entrer au collège à Neuchâtel. Il conservera de son enfance rurale une belle endurance physique. (Jusqu'à un âge avancé, il se rendra couramment à pied de Neuchâtel à Berne, ce qui représente une grosse journée de marche.)
En 1853, il suit les cours de philosophie de Charles Secrétan puis commence sa théologie en 1855 à Neuchâtel sous la conduite, notamment, du professeur Frédéric Godet. Il complète sa formation théologique en Allemagne à partir de 1857, d'abord à Göttingen où il suit les cours de Tholuck, Dorner (en) et Müller (en), puis à Tübingen, où il suit l'enseignement du professeur Beek (en). Rentré à Neuchâtel en 1859, il y valide sa licence, et est consacré le 2 novembre par Frédéric Godet. Son premier poste est celui de diacre à La Chaux-de-Fonds de 1860 à 1862.
En 1862, il est appelé par la paroisse de Couvet, qu'il servira pendant huit ans. En 1867, il épouse Amélie Martin, de Bâle. En 1870, à la retraite du professeur Alphonse Diacon, la chaire de dogmatique et de morale à la Faculté de Neuchâtel devient vacante. Le synode le nomme à ce poste qu'il tiendra pendant 23 ans, d'abord au sein de l’Église nationale, puis, à partir de la scission de 1873, dans l’Église indépendante, à laquelle il se rattachera.
Il est Chapelain du Landeron de 1870 à 1894. Il est collaborateur de la Revue de théologie et de philosophie et de revues étrangères, dont la Revue de théologie de Montauban, le Theological Journal (Londres), la Presbyterian and Reformed Review (Philadelphie),,, le Journal religieux de la Suisse romande, et le Chrétien évangélique. Il était aussi l'un des membres les plus actifs du Comité de rédaction de la Bible annotée.
Il meurt assez brutalement le 14 janvier 1894 des complications d'une bronchite en apparence bénigne, liées à un diabète jusque là non diagnostiqué. 

## Théologie

### Réhabilitation de la théologie en tant que science
Augustin Gretillat considère que la théologie est une science au même titre que toute autre, dont l'objet est le salut par Jésus-Christ. Il estime que l'on est en droit d'affirmer scientifiquement quelque chose sur Dieu, et que le sentiment n'est pas la seule voie d'accès à une compréhension de Dieu. Il développe en matière de théologie une méthode d'une rigueur toute scientifique, fondée à la fois sur l'observation des faits et sur la recherche de la loi qui les sous-tend. Il est en particulier très attentif aux preuves historiques de la vérité chrétienne qui viennent compléter et soutenir la foi née de l'expérience intime et de la révélation biblique.

### Buts pratiques de la théologie
Augustin Gretillat estime que, comme toute science, la théologie ne doit pas oublier ses fins pratiques :

La théologie qui déserte la cause de l’Église, pour se renfermer dans une satisfaction purement intellectuelle et désintéressée, déchoit de sa dignité même de science, car toute science, dans tout domaine, malgré qu'elle en ait, et à son insu peut-être, a une fin pratique. La recherche de la science pour la science serait, à quelque degré que ce fût, immorale, si même elle était praticable durant toute une carrière ; car l'homme et tout homme sont placés ici-bas pour agir et produire - du bien ou du mal, - et non pour savoir. L'histoire des sciences a montré que les recherches les plus désintéressées ou les plus abstraites en apparence finissaient, pour autant qu'elles avaient été habilement conduites, par satisfaire un des vœux, légitimes on non, de la nature humaine. La géologie, dont le but primitif était de reconstruire l'histoire des phases antérieures de notre globe, est reconnue aujourd'hui comme une des nécessités de notre époque industrielle [...].

### Critique de la prédestination
Pour être à la fois réformé et évangélique, Augustin Gretillat n'en est pas moins un critique vigoureux de la double prédestination,. Il est d'ailleurs en bonne compagnie : non seulement il rejoint en cela de grands théologiens réformés comme Philippe Mélanchthon, Moïse Amyrault ou Jacobus Arminius, mais encore il reprend les positions de la majorité des théologiens réformés non-libéraux de son temps, à commencer par son professeur Frédéric Godet. À ce sujet, Gretillat écrit par exemple dans sa Théologie systématique :

On peut dire que des principaux motifs allégués dans le cours des siècles en faveur de la doctrine de la prédestination absolue, l’un, la nécessité de donner gloire à Dieu seul, l’autre, de sauvegarder le principe de la gratuité du salut, vont à côté ou à l’encontre de ces principes eux-mêmes. [...] La doctrine de la prédestination a présenté au cours des siècles le plus étrange et le plus contradictoire des phénomènes. Considérée en elle-même, dans ses motifs et dans ses conclusions, elle fut le plus audacieux défi porté à la raison et à la conscience humaine ; une aberration du génie chrétien à laquelle on s’étonnera toujours que la cause de la vérité divine sur la terre ait pu survivre. Et cette doctrine qui a fait Dieu menteur et l’auteur du péché, n’en a pas moins marqué les grands réveils et les grandes régénérations de l’Église.

Cette position soulève au XXe siècle l'indignation des néo-calvinistes, comme Henri Blocher qui note par exemple : 

Augustin Gretillat, le dernier auteur proche de l'orthodoxie qui ait laissé une Théologie systématique en français affirme avec force son arminianisme : la prédestination particulière est conditionnelle, « relative aux actes de la volonté humaine » ; « cette conditionnalité humaine, en effet, se réalise dans deux alternatives opposées, toutes deux préconnues et non prédéterminées, qui sont désignées dans l'Écriture par les termes de foi et d'incrédulité. »

## Évaluation et postérité
En ce qui concerne son œuvre principale en théologie systématique (1885-1892), son ami, l'écrivain Philippe Godet affirme :

On peut mesurer la valeur [des] leçons [de Gretillat] par le grand ouvrage qui en a été le fruit. L'exposé de Théologie systématique, dont quatre volumes ont paru de 1885 à 1892, devait être complété par trois volumes de morale ; au moment de sa mort, il venait d'achever le premier. Ce vaste monument, conçu d'après un plan tout à fait personnel, est le premier traité complet de dogmatique qui ait paru en langue française depuis Calvin, ou du moins depuis la Théologie chrétienne de Bénédict Pictet (1708).

Malgré cela, l'œuvre de Gretillat reste peu connu aujourd'hui, même dans les milieux évangéliques.

## Œuvres

### Livres
- Augustin Gretillat, Étude sur J.-J Rousseau, Paris, ThéoTeX Éditions, 2018 (lire en ligne).
- Augustin Gretillat, Théologie Systématique : Méthodologie, vol. 1, Paris, ThéoTeX Éditions, 2013 (lire en ligne).
- Augustin Gretillat, Théologie Systématique : Apologétique et Canonique, vol. 2, Paris, ThéoTeX Éditions, 2013 (lire en ligne).
- Augustin Gretillat, Théologie Systématique : Prolégomènes et Cosmologie, vol. 3, Paris, ThéoTeX Éditions, 2012 (lire en ligne).
- Augustin Gretillat, Théologie Systématique : Sotériologie et Eschatologie, vol. 4, Paris, ThéoTeX Éditions, 2011 (lire en ligne).
- Augustin Gretillat, Théologie Systématique : Éthique chrétienne, vol. 5, 6, Paris, ThéoTeX Éditions, 2010 (lire en ligne).
- Augustin Gretillat et Philippe Godet, Études et Mélanges, Neuchatel, A. G. Berthoud, 1894 (lire en ligne), Jérémie et son temps.
- Augustin Gretillat et Philippe Godet, Études et Mélanges, Neuchatel, A. G. Berthoud, 1894 (lire en ligne), Étude sur Pascal.
- Frédéric Godet, Augustin Gretillat, Charles Monvert, Félix Bovet et Paul de Coulon, La Bible annotée : Ancien Testament, Neuchâtel, Attinger Frères, 1881-1898 (lire en ligne).
- Augustin Gretillat, La peine de mort est-elle légitime? : Réponse à M. Le Colonel Philippin, Neuchatel, Sandoz, 1879.
- Augustin Gretillat, « Socialisme et Evangile [Mémoire] », Actes de la Société pastorale suisse,‎ 1879.
- Augustin Gretillat, Théologie biblique [cours de Mr. Gretillat], Neuchâtel, n. c., 1874.
- Augustin Gretillat, Compte rendu [de l'ouvrage intitutlé:] Le Problème de l'Immoralité par E[mmanuel] Pétavel-Olliff, 136-143 (OCLC 78487069).

### Articles, sermons, conférences
- (en) Augustin Gretillat, « Religious Life in Switzerland », Theological Monthly, London, vol. 20,‎ 1890.
- Augustin Gretillat, Foi et parole : discours de consécration prononcé à Neuchâtel le 29 octobre 1884, Neuchatel, Libr. A.-G. Berthoud, 1884.
- Augustin Gretillat, « Nouvel essai d'interprétation de l'oracle d'Emmanuel », Revue de théologie et philosophie,‎ 1882.
- Augustin Gretillat, « Pascal et les Jésuites », Chrétien évangélique,‎ 1882.
- Augustin Gretillat, « la Théorie du sacrifice lévitique d'après Baehr et Œhler », Revue de théologie et philosophie,‎ 1881.
- Augustin Gretillat, « De l'autorité en matière religieuse, ses critères et sus droits », Chrétien évangélique,‎ 1881.
- Augustin Gretillat, « Plan de la théologie dans l'ensemble des sciences », Chrétien évangélique,‎ 1880.
- Augustin Gretillat, « Examen de la cérémonie de la ratification du vœu du baptême, telle qu'elle est pratiquée dans nos églises [2 articles] », Chrétien évangélique,‎ 1879.
- Augustin Gretillat, « J.-J. Rousseau [3 articles] », Chrétien évangélique,‎ 1878.
- Augustin Gretillat, « les Citations de l'Ancien Testament dans les deux premiers chapitres de saint Matthieu », Revue de théologie, Montauban,‎ 1878.
- Augustin Gretillat, Conférence sur la révision de la loi ecclésiastique dans le canton de Neuchâtel : tenue à Couvet, à Neuchâtel et au Locle en février et mars 1873, Neuchatel, Libr. générale Jules Sandoz, 1873.
- Augustin Gretillat, « Critique de l'analyse métaphysique [de M. Alaux] », Revue chrétienne,‎ 1870.
- Augustin Gretillat, La lutte de Jacob : sermon sur Genèse XXXII, 24-31, prononcé au Locle le 7 octobre 1860, Neuchatel, Impr. Courvoisier, 1861.

### Citations
1. 1 2 3 4 5 6 7 8 9 10 11  Gretillat et Godet 1894, p. 9-11.
2. 1 2 3 4 5 6 7  Monod 1894, p. 166.
3. ↑  Aubert 1919.
4. ↑  Lichtenberger 1882, p. 81.
5. 1 2  Monod 1894, p. 167.
6. ↑  H. 1894, p. 103. , « [...] Nous ne sommes pas les derniers à ressentir le coup douloureux que ce brusque départ porte, [...] à la faculté indépendante de Neuchâtel, au protestantisme de langue française tout entier. [...] Sa collaboration nous était d'autant plus précieuse que, tout en nous sentant avec lui sur un même fondement quant à la foi, nous ne marchions pas personnellement, en théologie, sous les mêmes enseignes. Il contribuait ainsi pour sa bonne part à conserver à notre Revue le caractère qui l'a distinguée dès son origine, de servir d'organe à tous les hommes de bonne volonté qui, sans préoccupation d'Église et de parti, ont à cœur l'étude sérieuse des questions de théologie et de philosophie religieuse. [...]»
7. 1 2  Gretillat 1888, p. 365-366.
8. 1 2  Davi 2015.
9. ↑  Blocher 1977. Augustin Gretillat, le dernier auteur proche de l'orthodoxie qui ait laissé une Théologie systématique en français affirme avec force son arminianisme : la prédestination particulière est conditionnelle, « relative aux actes de la volonté humaine » ; « cette conditionnalité humaine, en effet, se réalise dans deux alternatives opposées, toutes deux préconnues et non prédéterminées, qui sont désignées dans l'Écriture par les termes de foi et d'incrédulité.» Pour lui, « on chercherait en vain dans l'Écriture tout entière la formule devenue dès longtemps un axiome courant de la langue religieuse, que la foi est un don de Dieu. » 
Logiquement, Gretillat souligne que l'acte de foi est « Le seul que, dans son état actuel, l'homme soit capable d'accomplir. » La plupart des arminiens sont synergistes, ils font place à une aide divine, mais qui reste extérieure à l'instance suprême de la décision, et la laisse indépendante. Plusieurs pensent qu'une grâce générale rétablit le libre-arbitre en annulant l'esclavage du péché pour la décision - sans déterminer cette décision elle-même. 
S'il y a prédestination, comme une citation l'a déjà montré, c'est qu'elle est fondée sur la prescience, pure prévision des choix humains. En général, les arminiens ne s'inquiètent guère de la difficulté de la prescience d'actes absolument indéterminés. Gretillat, cependant, suggère que le plan de Dieu n'est pas « arrêté et poussé jusqu'au détail », et possède « toute l'élasticité suffisante » « pour s'accommoder... à toutes les éventualités issues de la liberté » - comme s'il y avait pour Dieu de l'imprévisible.
10. ↑  Blocher 1977, ..

### Sources
- Louis Aubert, Catalogue de la bibliothèque de la Société des Pasteurs et Ministres Neuchâtelois, vol. 2, Neuchâtel, Delachaux et Niestlé, 1919
- Henri Blocher, « Souveraineté de Dieu et décision humaine », Ichthus, vol. 71,‎ 1977
- Timothée Davi, « Augustin Gretillat, théologien suisse oublié, sur la prédestination », sur Un homme et une croix, 2015 (consulté le 6 mai 2020)
- Augustin Gretillat, Théologie Systématique : Prolégomènes et Cosmologie, vol. 3, Neuchâtel, Fischbacher, 1888
- Augustin Gretillat et Philippe Godet, « Notice », dans Études et Mélanges. Avec une notice par P. Godet, etc., Neuchatel, A. G. Berthoud, 1894 (lire en ligne)
- V. H., « Augustin Gretillat », Revue de Théologie et de Philosophie et Compte-rendu des Principales Publications Scientifiques, Librairie Droz, vol. 27,‎ 1894 (JSTOR 44347399)
- Frédéric Lichtenberger, Encyclopédie des sciences religieuses, vol. 13, Paris, Librairie Fischbacher, 1882 (lire en ligne)
- Monod, Revue de théologie et des questions religieuses, Montauban, J. Granier, 1894 (lire en ligne), « Nécrologie », p. 166-167